# Ryan Semple
Ryan Semple (Montréal, 21 ottobre 1982) è un ex sciatore alpino canadese.

## Biografia

### Stagioni 1998-2008
Originario di Saint-Faustin–Lac-Carré, Semple esordì nel Circo bianco il 6 dicembre 1997 disputando uno slalom speciale valido come gara FIS a Mont-Garceau (45º) e in Nor-Am Cup il 9 febbraio 1998 a Panorama in discesa libera (32º). Il 9 marzo 2000 conquistò a Osler Bluffs in slalom speciale il primo podio in Nor-Am Cup (3º) e partecipò per la prima volta a una gara di Coppa del Mondo il 10 dicembre 2001 sulla 3-Tre di Madonna di Campiglio, non riuscendo a terminare la prima manche dello slalom speciale in programma.
Ai Mondiali di Sankt Moritz 2003, suo esordio iridato, si classificò 34º nello slalom speciale e non completò lo slalom gigante; l'anno dopo, il 5 gennaio 2004, conquistò a Sunday River in slalom gigante la prima vittoria in Nor-Am Cup, mentre ai Mondiali di Bormio/Santa Caterina Valfurva 2005 si classificò 15º nello slalom gigante e non completò lo slalom speciale. Debuttò ai Giochi olimpici invernali a Torino 2006, dove non concluse né lo slalom gigante né la combinata; l'anno dopo ai Mondiali di Åre 2007, suo congedo iridato, si classificò 19º nella supercombinata.

### Stagioni 2009-2013
Il 7 gennaio 2009 conquistò a Sunday River in slalom speciale l'ultima vittoria in Nor-Am Cup; nella stagione seguente, il 24 gennaio 2010, ottenne il miglior piazzamento in Coppa del Mondo arrivando 11º nella combinata dell'Hahnenkamm a Kitzbühel e ai successivi XXI Giochi olimpici invernali di Vancouver 2010, sua ultima presenza olimpica, si classificò 15º nella supercombinata.
Il 5 gennaio 2011 conquistò a Mont-Garceau in slalom gigante l'ultimo podio in Nor-Am Cup (2º); in seguito, il 23 gennaio, bissò il suo miglior piazzamento in Coppa del Mondo, chiudendo nuovamente 11º nella combinata di Kitzbühel. Il 13 gennaio 2012 prese per l'ultima volta il via in Coppa del Mondo, a Wengen in supercombinata senza completare la gara; si ritirò al termine della stagione 2012-2013 e la sua ultima gara fu uno slalom speciale FIS disputato il 2 marzo a Camp Fortune, vinto da Semple.

## Palmarès

### Coppa del Mondo
- Miglior piazzamento in classifica generale: 103º nel 2005

### Nor-Am Cup
- Miglior piazzamento in classifica generale: 4º nel 2005
- Vincitore della classifica di slalom gigante nel 2005
- 14 podi:
  - 3 vittorie
  - 7 secondi posti
  - 4 terzi posti

#### Nor-Am Cup - vittorie
| Data             | Località     | Paese       | Specialità |
| ---------------- | ------------ | ----------- | ---------- |
| 5 gennaio 2004   | Sunday River | Stati Uniti | GS         |
| 16 dicembre 2008 | Panorama     | Canada      | SC         |
| 7 gennaio 2009   | Sunday River | Stati Uniti | SL         |

Legenda:

GS = slalom gigante

SL = slalom speciale

SC = supercombinata

### Campionati canadesi
- 5 medaglie[1][2]:
  - 2 ori (combinata nel 2004; supercombinata nel 2010)
  - 2 argenti (slalom speciale nel 2004; slalom speciale nel 2010)
  - 1 bronzo (slalom speciale nel 2003)